# Heterochroma rollia
Heterochroma rollia là một loài bướm đêm trong họ Noctuidae.